# Plastik - Ultrabellezza
Plastik - Ultrabellezza è stato un programma televisivo italiano, trasmesso da Italia 1 dal 19 aprile al 6 giugno 2011 per sette puntate.
Dopo la prima puntata al martedì il programma è stato spostato al venerdì per due puntate per poi essere collocato al lunedì.

## Il programma
Condotto da Elena Santarelli, il programma era incentrato sui cambiamenti legati alla chirurgia estetica, dando consigli sui vari interventi chirurgici.

## Chirurghi
- Marco Klinger
- Giulio Basoccu
- Fiorella Donati
- Franz W. Baruffaldi Preis

## Ascolti
| nº | Prima TV Italia | Telespettatori | Share  |
| -- | --------------- | -------------- | ------ |
| 1  | 19 aprile 2011  | 1 649 000      | 7,51%  |
| 2  | 29 aprile 2011  | 1 972 000      | 9,31%  |
| 3  | 6 maggio 2011   | 1 907 000      | 9,34%  |
| 4  | 16 maggio 2011  | 2 335 000      | 10,44% |
| 5  | 23 maggio 2011  | 2 209 000      | 10,28% |
| 6  | 30 maggio 2011  | 2 325 000      | 10,80% |
| 7  | 6 giugno 2011   | 2 272 000      | 10,50% |

Nell'agosto 2012 il programma veniva replicato il lunedì sera in prima serata.